# 이게 다 노무현 때문이다
‘이게 다 노무현 때문이다’는 모든 사회 문제를 당시 대한민국의 대통령 노무현의 탓으로 돌리는 대한민국의 인터넷 유행어이다. 2005년부터 집권 마지막 해인 2008년까지 유행하였으며, 주로 인터넷 뉴스 사이트의 의견란에서 사용된다. 애초에는 말 그대로 사회 문제나 사건을 놓고 대한민국의 대통령 노무현 탓을 하는 표현이다. 실제로 노무현 대통령 재임 말기에는 '고스톱에서 져도 노무현 때문이다.'라는 이야기가 방송에서 보도되기도 하였다.

## 유래
노무현 정부 말기 부동산 정책 등이 실정으로 지목되고 여러 비판이 쏟아지면서, 진보 진영의 목소리는 수그러들고 보수 진영이 양적 성장을 하는 계기를 주었다. 그로 인해 인터넷에서 ‘이게 다 노무현 때문이다.’라는 유행어가 널리 퍼지게 되었다. 당연히 노무현 대통령 지지자들이 일부러 유행시켜 퍼트린 말이다.

## 의미의 변화
이러한 국민들의 비판적 목소리가 패러디되어 모든 기사에서 그 이유가 노무현 탓이라는 장난으로 사용이 변질되었다. 예를 들어 축구 대표팀이 경기에 졌다는 뉴스, 비극적으로 버려진 한국인 입양아 관련 뉴스, 영화배우가 윗도리를 벗고 싶다고 발언했다는 가십성 기사에서도 이게 다 노무현 때문이라고 댓글을 다는 식이다.
이 유행어는 쓰임새가 더욱 확장되어, 노무현이 아닌 다른 대상을 두고 "이게 다 ~ 때문이다"라는 표현으로 다시금 패러디되었다. 이를테면 대한민국의 입시 제도 문제를 논하는 기사에서 이해찬 전 교육부 장관이 온갖 비난을 한 몸에 받은 것을 두고 "이게 다 이해찬 때문이다." 라고 빗대는 식이다. 개그맨 박성호가 출연한 개그콘서트의 한 코너에서는 가상 뉴스의 댓글을 소개하다가 갑자기 "이게 다 박성호 때문이다."라는 댓글이 튀어나오는 식으로 패러디하였다. 심지어 2006년 출간된 한 교양과학 도서는 원제가 《When a Gene Makes You Smell Like Fish》이지만 《뭐라고, 이게 다 유전자 때문이라고?》라는 제목으로 번역되었다. 이 책은 유전자가 인체에 미치는 영향을 소개하는 내용을 담고 있다.

## 노무현의 사망 이후
2009년 5월 23일 노무현 전 대통령이 사망한 뒤, 이를 애석하게 여기고 고인의 뜻을 기리는 사람들은 이 문구를 최초의 의미(노무현 '탓'이다)와는 다르게 진정 잘못된 상황, 욕나오는 상황, 누굴 죽이고 싶어하는 상황 즉, 극한으로 달하는 상황으로까지 그 뜻이 변화되었으며, 2009년 5월 25일 노사모는 서울역 노무현의 분향소 근처에 "행복했습니다. 노무현 때문입니다."라는 플래카드를 걸었다.

## 같이 보기
- 노무현
- 인터넷 속어
- 경제만 살리면 그만이지